# Машкино (Малоярославецький район)
Машкино (рос. Машкино) — присілок в Малоярославецькому районі Калузької області Російської Федерації.
Населення становить 26 осіб. Входить до складу муніципального утворення Присілок Рябцево.

## Історія
Від 2004 року входить до складу муніципального утворення Присілок Рябцево.

## Населення
| 2002 | 2010 |
| ---- | ---- |
| 20   | ↗26  |